# Concetta Lo Dolce
Concetta Lo Dolce (n. Caracas, Venezuela; 22 de junio de 1973) es una actriz, animadora y modelo venezolana que se inició como modelo en 1991. En el año 1996 fue la presentadora oficial de Nubeluz en Venezuela junto a Gaby Espino y Scarlet Ortiz. Es conocida también por la telenovela La mujer de Judas. 

## Biografía
Lo Dolce nació Caracas hija de Rose Del Pino y Vito Lo Dolce (empresario Italiano), y es hermana de Carlos Lo Dolce. En el año 1996, inicia su carrera en Nubeluz junto a Scarlet Ortiz y Gaby Espino siendo un éxito en el país, pero debido al fracaso internacional fue cancelado por Panamericana Televisión, productora matriz peruana y dueña de los derechos de emisión del programa. En el año de 1998, se une al elenco de Hoy te vi y es en el año 2002 cuando obtiene su primer papel importante en La mujer de Judas como Sagrario del Toro sobrina de la protagonista. Lo Dolce se retira por 11 años de la televisión pero en el año 2014 vuelve a Televen con la telenovela Nora siendo destacada en la producción.
Entre los años 2004 y 2006 condujo el programa infantil Mundo de sueños en Televen junto con María Fernanda León.

## Telenovelas
| Televisión/Serie  | Personaje               | Canal    | Año         | País           |
| ----------------- | ----------------------- | -------- | ----------- | -------------- |
| Escándalos        | Sabrina Carrasco        | VIP 2000 | 2015        | Estados Unidos |
| Nora              | Yolanda Medina          | Televen  | 2014        | Venezuela      |
| La mujer de Judas | Sagrario del Toro       | RCTV     | 2002        | Venezuela      |
| Hoy te vi         | Andrea D´Ascoli Borsari | RCTV     | 1998        | Venezuela      |
| Nubeluz           | Dalina                  | RCTV     | 1995 - 1997 | Venezuela      |